# ソー・ソー・デフ・レコーディングス
ソー・ソー・デフ・レコーディングス（So So Def Recordings）は、アメリカ合衆国ジョージア州のアトランタを拠点とするレコード・レーベルである。ジャーメイン・デュプリが代表を務め、サザン・ヒップホップ、R&B、ベース・ミュージックを中心にとするレーベルである。ソニー・ミュージックエンタテインメントの傘下。

## 歴史
1993年、ソー・ソー・デフは、コロムビア・レコーズとの共同事業として立ち上げられた。女性R&Bグループのエクスケイプが第1弾アーティストであり、1993年の春にアルバムが発売された。そのアルバムから、ビルボード誌のシングル チャートでベスト10入りのシングルが発売された。同年、デュプリはアトランタのクラブから、非凡な才能を秘めたDJを発掘してくる。彼の名前は、リル・ジョンである。その後2000年まで、彼はソーソーデフのために、様々な役割をこなしていった。1994年、レーベルから新たなスターが誕生した。女性ラッパーとして、初めて100万枚のセールを記録したダ・ブラットである。また、ジャギッド・エッジが、エクスケイプの一員、キャンディ・バラスによって、デュプリに紹介され、彼が中心となってプロデュースを行ったアッシャーの「ナイス&スロー」のコーラスに抜擢された。「ナイス&スロー」は、600万枚を売り上げたアルバム「マイ・ウェイ」からのシングル曲である。この後、1998年、ジャギッド・エッジは、アルバム「ア・ジャギッド・エラ」でデビューを果たした。2000年には、リル・バウ・ワウがアルバム第1弾を発表し、これが200万枚のヒットを記録した。
2009年、デュプリがアイランド・デフ・ジャム、および親会社のユニバーサル ミュージック グループから離れたため、ソーソーデフの配給権をソニー・ミュージック傘下のゾンバ・ミュージック・グループに移動（実際には復活）。5年ぶりにSMEに復帰した。

## 配給元
- 1993年 - 2002年：コロムビア・レコーズ
- 2002年 - 2004年：アリスタ・レコーズ
- 2004年 - 2005年：ゾンバ・ミュージック・グループ
- 2005年 - 2006年：ヴァージン・レコーズ
- 2006年 - 2009年：アイランド・デフ・ジャム
- 2009年 - ：ゾンバ・ミュージック・グループ（2回目）

### 日本盤の発売元
- 1993年 - 2002年：ソニー・ミュージックエンタテインメント（SMEJ。Sony Records→SMJI）
- 2002年 - 2004年：BMGファンハウス（後のBMG JAPAN、現在は親会社のSMEJに合併したため解散）
- 2005年 - 2006年：東芝EMI（現・EMIミュージック・ジャパン）
- 2006年 - 2009年：ユニバーサルインターナショナル
- 2009年 - ：SMJI・RCA/JIVEグループ